# Les Tourrettes
Les Tourrettes település Franciaországban, Drôme megyében. Lakosainak száma 1084 fő (2022. január 1.). Les Tourrettes Cruas, Baix, Condillac, La Coucourde, Mirmande és Saulce-sur-Rhône községekkel határos.

## Népesség
A település népességének változása:
| Lakosok száma | 277  | 461  | 691  | 878  | 1065 | 1042 | 1030 | 1032 | 1034 | 1084 |
|               | 1968 | 1982 | 1990 | 2006 | 2013 | 2015 | 2017 | 2019 | 2020 | 2022 |